# Суйси (Аньхой)
Суйси́ (кит. упр. 濉溪, пиньинь Suīxī) — уезд городского округа Хуайбэй провинции Аньхой (КНР). Уезд назван в честь протекающей по его территории реки.

## История
В июле 1950 года северо-западная часть уезда Сусянь была выделена в отдельный уезд Суси (宿西县), в том же году переименованный в Суйси; уезд вошёл в состав Специального района Сусянь (宿县专区). В 1956 году Специальный район Сусянь был расформирован, и уезд перешёл в состав Специального района Бэнбу (蚌埠专区). В апреле 1960 года на границе уездов Суйси и Сяосянь был образован город Суйси (濉溪市), подчинённый напрямую правительству провинции Аньхой.
В апреле 1961 года Специальный район Сусянь был воссоздан, а Специальный район Бэнбу — упразднён, и уезд вновь оказался в составе Специального района Сусянь. В апреле 1971 года город Суйси был переименован в Хуайбэй, а Специальный район Сусянь — в Округ Сусянь (宿县地区). В феврале 1977 года уезд Суйси был передан из состава округа Сусянь в подчинение властям города Хуайбэй.

## Административное деление
Уезд делится на 11 посёлков.